# 细管马先蒿
细管马先蒿（学名：Pedicularis gracilituba）为列当科马先蒿属的植物，为中国的特有植物。分布在中国大陆的四川等地，生长于海拔3,600米至4,000米的地区，一般生于高山草地以及林下，目前尚未由人工引种栽培。

## 异名
- Pedicularis gracilituba H. L. Li ssp. setosa (H. L. Li) Tsoong